# 33415 Felixwang
33415 Felixwang este o planetă minoră (asteroid), cu un diametru de 2,208 km, din centura de asteroizi. A fost descoperită pe 10 februarie 1999 la Experimental Test Site⁠(d) de Lincoln Near-Earth Asteroid Research. 
Obiectul prezintă o orbită caracterizată de o semiaxă mare de 2,3043305 UAi, o excentricitate de 0,07, o înclinație de 5,62872 ° în raport cu ecliptica.